# Municipio de Tipton (Iowa)
El municipio de Tipton (en inglés: Tipton Township) es un municipio ubicado en el condado de Hardin en el estado estadounidense de Iowa. En el año 2010 tenía una población de 1071 habitantes y una densidad poblacional de 11,69 personas por km².

## Geografía
El municipio de Tipton se encuentra ubicado en las coordenadas 42°20′34″N 93°16′50″O / 42.34278, -93.28056. Según la Oficina del Censo de los Estados Unidos, el municipio tiene una superficie total de 91.65 km², de la cual 91,57 km² corresponden a tierra firme y (0,08 %) 0,08 km² es agua.

## Demografía
Según el censo de 2010, había 1071 personas residiendo en el municipio de Tipton. La densidad de población era de 11,69 hab./km². De los 1071 habitantes, el municipio de Tipton estaba compuesto por el 97,85 % blancos, el 0,09 % eran afroamericanos, el 0,09 % eran amerindios, el 0,37 % eran asiáticos, el 0,93 % eran de otras razas y el 0,65 % eran de una mezcla de razas. Del total de la población el 2,71 % eran hispanos o latinos de cualquier raza.